# Goodyear Dunlop Sava Tires
Sava Tires d.o.o. er en slovensk dæk- og gummiproducent, der i dag er et datterselskab til Goodyear Tire and Rubber Company. Virksomheden er lokaliseret i Kranj og har over 1.400 ansatte. Dækproduktion begyndte i 1920 og dækkene blev solgt under Vulkan-brandet. Siden 2006 har de været en del af Goodyear.